# 算术几何
在数学中，算术几何（arithmetic geometry）大致是从代数几何到数论问题的技术的应用。算术几何围绕着丟番圖几何，这是代数簇有理点的研究。
用更抽象的术语来说，算术几何可以定义为对整数环的譜内的有限概形(scheme)方案的研究。

## 概述
算术几何主要的研究对象是有理点：即多项式方程组在代数数域、有限域、P進數、或函数域上的解集。(研究对象是非代数闭域,所以不包括本来即为代數閉域的实数域。) 有理点的特征可以用衡量其算术复杂性的高度函数(height function)来表示。
随着代数几何的现代抽象发展，当前的主要的研究方向是在非代数闭域上定义的代数簇的结构。在有限域上，平展上同调(Étale cohomology)提供了与代数簇相关的拓扑不变量。霍奇理论提供了工具来检查复数上的上同调性质如何扩展到P進數上。

## 历史
算术几何原指从法尔廷斯（Faltings,G.）、奎伦（Quillen,D.G.）等的算术曲面上黎曼-罗赫定理开始的一系列研究工作，现在一般指所有以数论为背景或目的的代数几何。在算术几何中许多学科起着重要作用，并且相互交叉和渗透，包括数论、模形式、表示论、代数几何、代数数论、李群、多复变函数论、黎曼面、K理论等，所以，它是典型的边缘学科。丢番图方程是算术几何的一个重要课题，其中的问题可以自然地用几何语言表达。在许多著名问题如莫德尔猜想、费马大定理等的研究中，都表明几何方法的必要性。这正是算术几何的生命力所在。

根据莫德尔猜想(法尔廷斯定理)形如的超椭圆曲线的有理点解是有限的,

## 参阅
- 贝赫和斯维讷通-戴尔猜想